# Sudislav nad Orlicí
Sudislav nad Orlicí – miejscowość i gmina (obec) w Czechach, w kraju pardubickim, w powiecie Uście nad Orlicą. W 2022 roku liczyła 144 mieszkańców.